# Monumento a Adam Mickiewicz en Gorzów Wielkopolski
El monumento a Adam Mickiewicz en Gorzów Wielkopolski - una escultura en Gorzów Wielkopolski (Polonia), cerca de la calle de Orlęta Lwowskie y calle de Władysław Sikorski. La escultura fue esculpido por Józef Gosławski. El monumento fue inaugurado en 15 de diciembre de 1957, con relación a aniversario de muerte de poeta. La statua fue realizada en Fabricas Mecánicos "Gorzów" (polaco: Zakłady Mechaniczne "Gorzów"). Los fondos fue acumulaba por local sociedad. En la versión original Adam Mickiewicz tuvo la pluma en izquierdo mano y el libro en derecho mano, pero durante trabajo el comité cambió la concepción y en resultado un mano de poeta es 20 cm más largo que otro.

## Galería

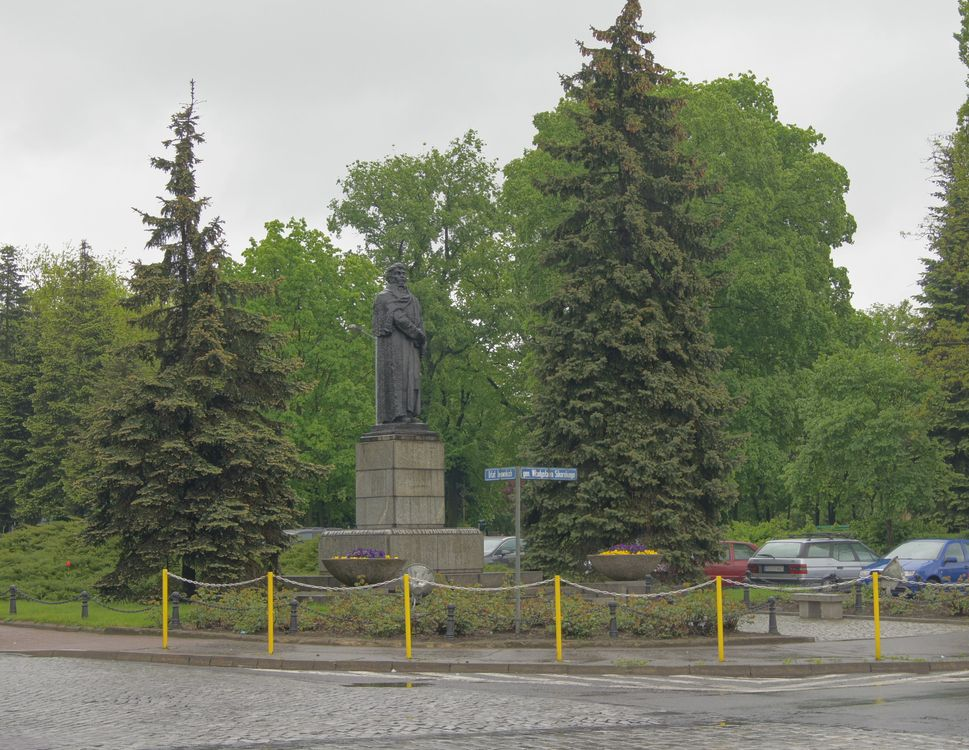
Perspectiva de lejos
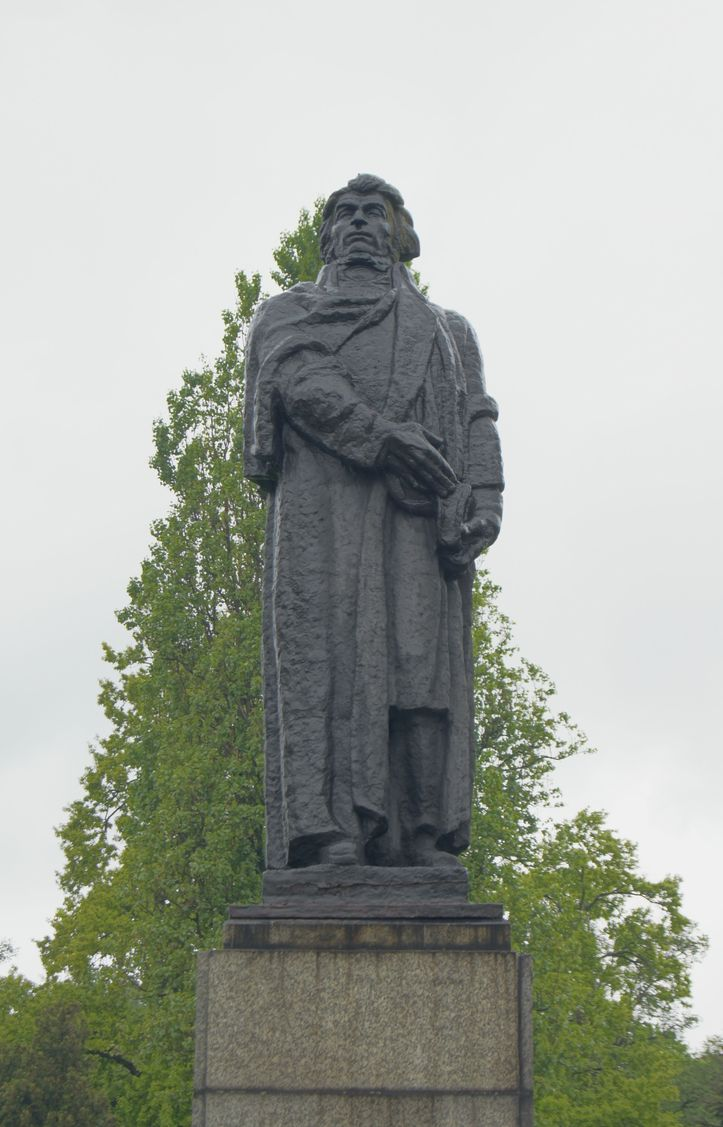
Estatua de Adam Mickiewicz
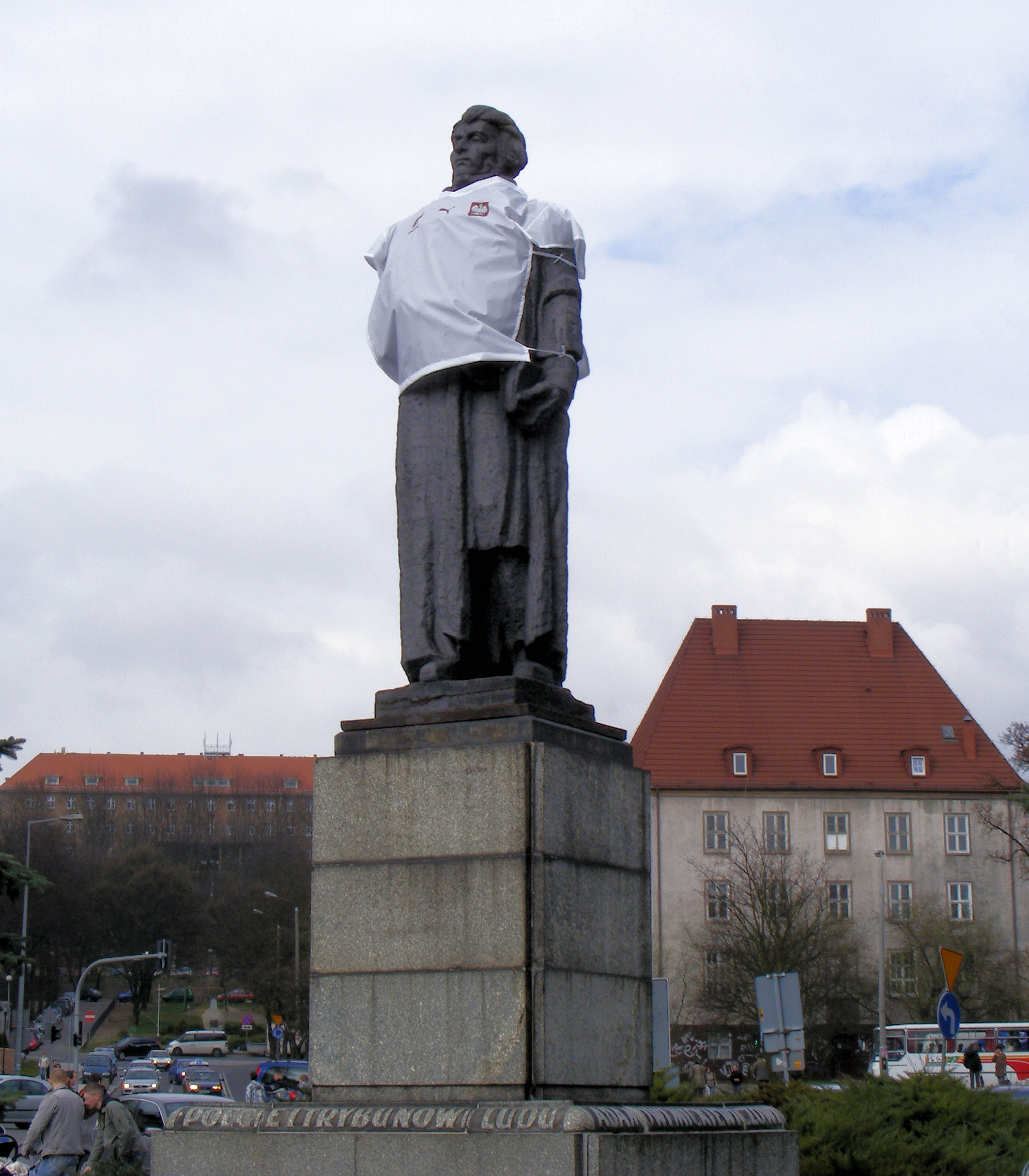
El monumento llevando la ropa de Selección de fútbol de Polonia
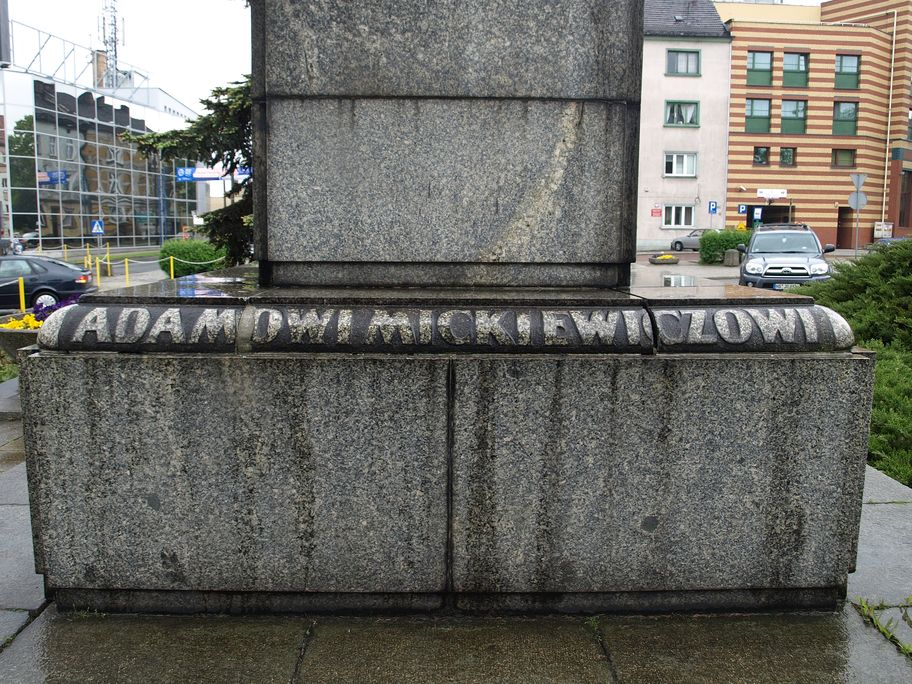
El fragmento de inscripción encima del fundamento